# Maria Kardell
Maria Karolina Kardell, född 13 juli 1856 på Lilla Kårarvet i Falun, död 24 september 1940 i Bromma, var en svensk miniatyrmålare, illustratör och porslinsmålare.
Hon var dotter till kamreren Johan Kardell och Maria Kristina Norberg. Kardell studerade vid Högre konstindustriella skolan i Stockholm och under studieresor till Italien och Tyskland 1884-1885. Som kommerskollegiums stipendiat studerade hon målning i Dresden och Berlin 1888. Hon medverkade i konstakademiens utställning 1885 med illustrationer utförda i akvarell till Victor Rydberg och Henrik Ibsens dikter. Hon var huvudsakligen verksam med dekorering av porslins- och majolikaföremål från Gustavsbergs porslinsfabrik samt beställningsarbeten för Svenska slöjdföreningen. Bland hennes illustrationer märks Karl Alfred Melins Prinsessan och svennen från 1885.